# Step
Step je oblika plesa, ki je karatarizirana z uporabo zvokov, ki so proizvedeni z udarjanjem step čevljev kot vrsta tolkal. Poznamo dve vrsti stepa: Jazz step in Brodway step. Brodway step se osredotoča na sam ples in nastopa kot del gledališča, medtem ko se Jazz step osredotoča predvsem na glasbo in je del jazzovske tradicije. 

## Zgodovina
Ples step ima svoje korenine v angleškem plesu s coklji, irskem plesu in plesu črnskih sužnjev, Juba Dance. Začetek stepa je predviden v sredini 1800. Irski umetniki so posnemali temnopolte ljudi in se norčevali iz njihovega plesa ter medtem plesali step. 
Čez čas se je step preselil na vedno bolj popularni vodvilsku oder. Zaradi dvobarvnega pravila, ki je prepovedoval nastop temnopoltim, je bila večina nastopov v paru. To je prineslo dvig slavnemu paru "Buck in Bubbles", ki sta ga sestavljala John "Bubbles" Sublett in Ford "Buck" Washington, ki ga je spremljal na klaviju. Par je izvajal točko "Class Act", ki je takrat postala ena izmed tem v stepu.
V obdobju Bill "Bojangles" Robinson je bila opažena še ena nova figura. Bill Robinson se je pridružil Vodvilu leta 1902, v duetu z Georgem W. Cooperom. Par je kaj hitro zaslovel in nastopal po vsej državi in Angliji. Kakorkoli, partnerstvo se je leta 1908 končalo. Robinson je po tem začel s solo kariero, kar je bilo v tem času zelo neobičajno za temnopoltega moškega. Kljub temu je zaslovel in si priboril vlogo v filmu Shirely Temple.
Med časom okoli leta 1930 se je step zmešal z Lindy Hop. "Flying swing outs" in "flying circles" so delo Lindyevega stepa. Leta 1950 se je zabavniški stil spremnil. Jazz glasba in step sta se oddaljija, medtem ko sta se rock'n'roll in pop glasba vedno bolj uveljavljali. To čemur danes rečemo jazz ples, se je razvilo iz stepa, zaradi tega imata oba plesa veliko podobnih gibov in figur. A se je jazz ločil od stepa in postal nova zvrst. 
Dokumentarec No Maps on my Taps, Emmyjev nagrajenec je pomagal oživetju stepa. Pravtako je animiran film Happy Feet povečal interes za step. Sedmega novembra 1989 je tedanji ameriški predsednik Geogre Bush, razglasil 25 maj kot državni dan step v Združenih državah Amerike. 

## Karakteristike stepa
Plesalci stepa redno uporabljajo sinkopiranje. Koreografija je običajno začne na osmi ali prvi poudarek v glasbi. Spet nova veja step plesa je improvizacija, ki jo lahko izvajamo z glasbo ali brez. 
"Hooferji" so plesalci, ki plešejo večinoma z nogami, v tradiciji sean-nósna, kar naredi močnejši in glasnejši zvok. Ta stil se imenuje tudi ritmični step, ki je bil del plesa črnskih sužnjev. Ker sužnji niso smeli uporabljati svoje kulture in kostumov, so svojo zvrst plesa združili z irskim stepom. Da so laho vadili korake, so se večkrat skrivali pred svojimi lastiki. To je izvor stepa, kar je kasneje postal step šov, ki je vseboval več trikov, gibov rok in ne toliko same tehnike. 
Steve Condos, oče stepa, je zapustil svoje skromne začetke v Pittsburghu in postal mojster stepa. Njegov inovativni stil je vplival na delo Gregorya Hinsa, Saviona Glovera in Marshalla Davisa, mlajšega. Savion Glover je najbolj poznan "hoofer", ki je prinesel step v animiran film Happy Feet, kot koreograf in plesalec. 
Brodway stil je posledica F. Astairejevega stil, ki je standardne plese prikazal kot step in G. Kellyjevega stila, ki je v step vključil figure klasičnega baleta.
Znani step koraki vsebujejo shuffle, shuffle ball change, flap, flap heel, cramproll, buffalo, Maxi Ford, single and double pullback, wings, Cincinnati, shim sham shimmy (zann tudi kot the Lindy), Irish, Waltz Clog, paddle roll, stomp, brushes, scuffs,...
Napredni step pa se po navadi začne z novo figuro, ki je združena iz več enostavnih korakov. 